# یان یاووخا
یان یاووخا (لهستانی: Jan Jałocha؛ زادهٔ ۱۸ ژوئیهٔ ۱۹۵۷) بازیکن فوتبال اهل لهستان بود.
از باشگاه‌هایی که در آن بازی کرده‌است می‌توان به باشگاه فوتبال آگسبورگ و باشگاه فوتبال ویسوا کراکوف اشاره کرد.
وی همچنین در تیم ملی فوتبال لهستان بازی کرده‌است.